# Гвоздово (Полоцкий район)
Гвоздо́во (бел. Гваздо́ва) — деревня в Полоцком районе Витебской области Республики Беларусь. Входит в состав Боровухского сельсовета.

## География
Деревня расположена на пересечении двух крупных автомобильных дорог: Полоцк — Верхнедвинск и Полоцк — Себеж.
Также рядом с деревней пролегает железная дорога, ближайшая станция на северо-западе «Боровуха» и «Ропнянская».
Рядом расположены: посёлок Междуречье, посёлок городского типа Боровуха, деревня Гамзелево.

### Гидрография
Около деревни расположены озёра Гвоздовское, Морзино и Дубок. Немного южнее протекает река Западная Двина.

## Население
- 2019 год — 282 жителя (перепись населения)